# Saxo Grammaticus

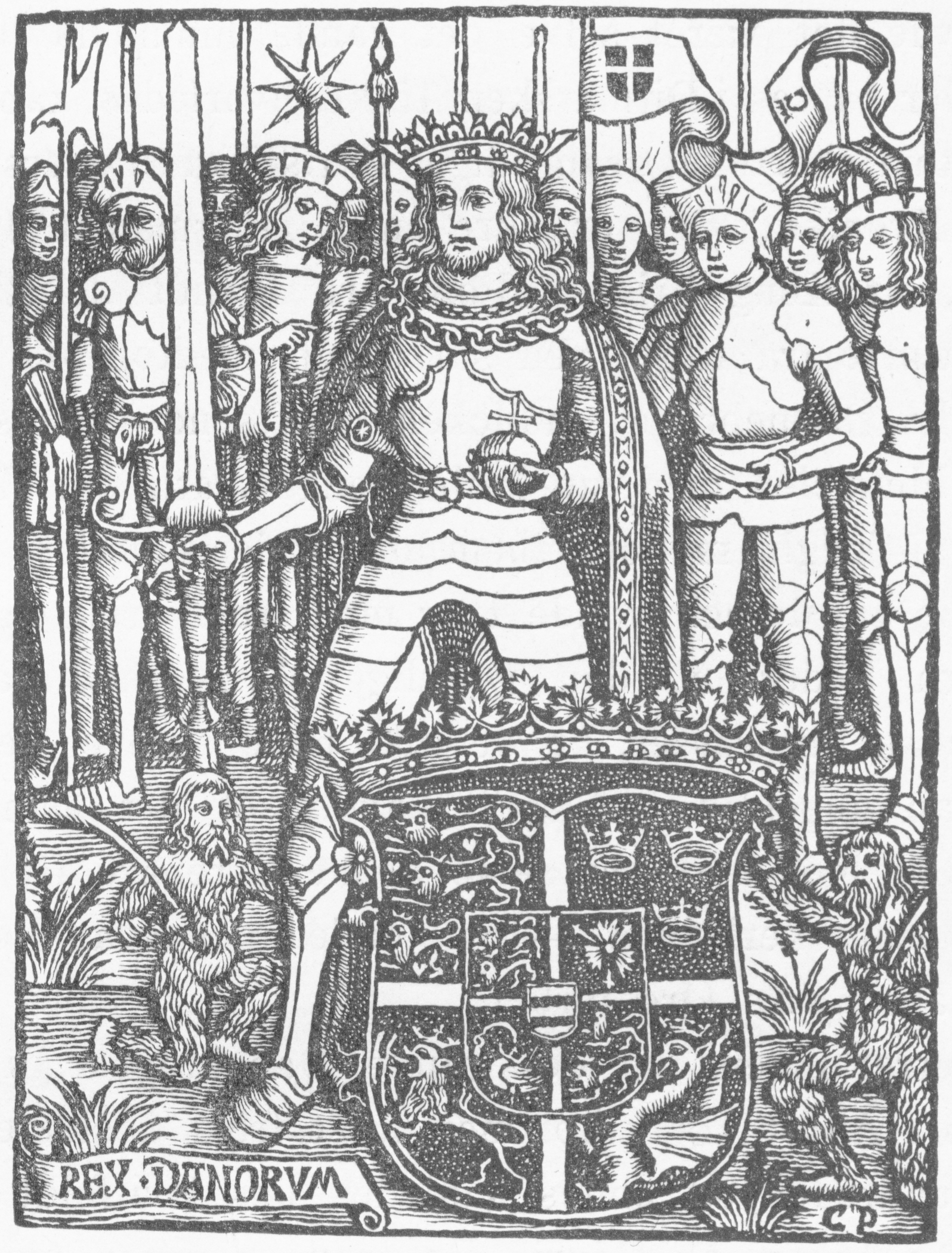
De Gesta Danorum van Saxo Grammaticus, titelpagina van de in 1514 gedrukte versie

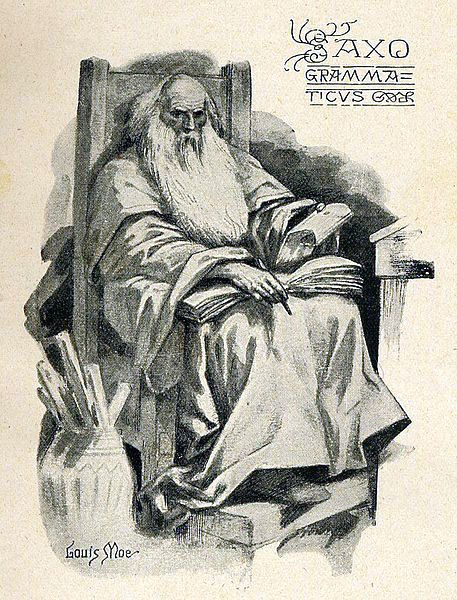
Saxo Grammaticus, tekening door Louis Moe

Saxo Grammaticus (ca. 1150 - na 1208) was een Deense middeleeuwse geschiedschrijver aan wie de 16-delige Deense kroniek Gesta Danorum ("daden van de Denen") wordt toegeschreven. Deze geschiedenis van Denemarken tot 1186 (grotendeels gebaseerd op de Vikingsaga's) was de bron voor het verhaal over de semilegendarische Deense prins Hamlet, nu vooral bekend als toneelstuk van William Shakespeare.
Samen met het boek Heimskringla van de ongeveer gelijktijdige IJslandse historicus Snorri Sturluson is Saxo's Gesta Danorum een van de belangrijkste bronnen van de vroegste Scandinavische geschiedenis. Een belangrijk verschil is dat de Gesta Danorum nog in het Latijn geschreven werd, terwijl de Heimskringla in het Oudnoords geschreven is. Voor de oudste Scandinavische geschiedenis moet ook het werk van de clericus Adam van Bremen genoemd worden, dat reeds rondom 1070 geschreven werd in het Latijn.
Saxo Grammaticus was niet zijn werkelijke naam. Het Latijnse Grammaticus betekent "geleerde" of meer letterlijk "leraar in lezen en schrijven", en werd hem pas toegekend in 14e-eeuwse Deense manuscripten. De naam is blijven beklijven sinds de gedrukte versie van de Gesta Danorum in 1514. In de Chronica Sialandie ("kronieken van Seeland") wordt hij genoemd als Saxo, cognomine Longus ("Saxo, die de lange genoemd wordt").

## Levensloop
We weten weinig van zijn leven. In het testament van de Deense aartsbisschop Absalon (gestorven in 1201) wordt een Saxo genoemd waarvan algemeen vermoed wordt dat het Saxo Grammaticus betreft, hoewel hier geen enkel bewijs voor is. In het testament wordt Saxo een schuld aan Absalon van twee en half zilverstuk kwijtgescholden. Ook wordt hem opgedragen om twee van de aartsbisschop geleende boeken aan het klooster van Sorø te overhandigen.
Volgens latere bronnen werd hij geboren op Seeland, wat bevestigd lijkt te worden door zijn grote aandacht voor Seeland in Gesta Danorum. Zijn elegante Latijn duidt er op dat hij buiten Denemarken werd opgeleid, mogelijk in Frankrijk. In Gesta Danorum schrijft Saxo Grammaticus dat zijn vader en grootvader als krijgers van koning Waldemar I van Denemarken dienden. Saxo Grammaticus werkte waarschijnlijk als secretaris van aartsbisschop Absalon en was mogelijk kanunnik in Lund.
Saxo Grammaticus schreef de kroniek Gesta Danorum waarschijnlijk in de jaren 1180. Het verhaal over Amled of Amlet in de in 1514 gedrukte Gesta Danorum werd opgenomen in Histoires tragiques (1570) van François de Belleforest. Deze versie van het verhaal stond model voor verschillende Engelse toneelstukken, waarop Shakespeare weer zijn Hamlet baseerde.

## Wetenswaardigheden
Petrus Scriverius publiceerde in 1606 Oudt Batavien nu ghenaemt Holland  onder het pseudoniem Saxo Grammaticus.
- Bibsys: 90102338
- Biblioteca Nacional de España: XX952661
- Bibliothèque nationale de France: cb11923874r (data)
- Gemeinsame Normdatei: 118642251
- International Standard Name Identifier: 0000 0001 1845 2409
- Library of Congress Control Number: n79117370
- Nationale Bibliotheek van Letland: 000261488
- Bibliotheek van het Japanse parlement: 00474484
- Nationale Bibliotheek van Tsjechië: jn19990007379
- Nationale bibliotheek van Australië: 36557711
- Nationale Bibliotheek van Israël: 987007275568205171
- Nationale Bibliotheek van Polen: a0000002616638
- Nationale en Universitaire bibliotheek Zagreb: 000185066
- Nederlandse Thesaurus van Auteursnamen: 070781214
- Istituto Centrale per il Catalogo Unico: MILV035181
- LIBRIS: 89908
- Système universitaire de documentation: 027125033
- Trove: 1291270
- Virtual International Authority File: 245801502
- WorldCat: E39PCjGCt7XMD9hCRqFVf88WtC